# Viljuj
Il Viljuj (in russo Вилюй?; in jacuto, Бүлүү, Bülüü) è un fiume della Siberia nordorientale, affluente di sinistra della Lena.

## Percorso
Nasce dall'altopiano della Siberia centrale, più precisamente in una sua sezione che dal fiume prende il nome (altopiano del Viljuj), nel territorio di Krasnojarsk, nei pressi dell'abitato di Ekonda; scorre dapprima con un corso ricco di meandri, con direzione dapprima orientale poi, dopo essere entrato nel territorio della Sacha, sud-orientale; riceve in questo tratto l'affluente Achtaranda.
Poco prima della cittadina di Černyševskij il fiume compie una svolta, riassumendo una direzione ovest-est; in seguito alla costruzione di uno sbarramento (1967), appena a monte dell'abitato, il fiume forma un esteso bacino artificiale (bacino del Viljuj), che interessa anche parte del bacino dell'affluente Čona che confluisce nei pressi.
Il fiume entra successivamente nel vasto bassopiano paludoso della Sacha centrale, descrive una vasta ansa dopo di che dirige il suo corso verso est-nordest, ricevendo dalla sinistra idrografica, in successione, gli affluenti Ygyatta, Marcha, Tjukjan e Tjung; si butta nella Lena a 1 102 km dalla foce, circa 300 km a nord-est di Jakutsk, dopo un corso di 2 650 km.

## Regime
Il fiume scorre in zone caratterizzate da un clima rigidissimo, che provoca lunghi periodi di gelo (ottobre-maggio/giugno) che coincidono con i minimi annuali di portata (si può scendere fino a 2–5 m³/s); il disgelo primaverile sopraggiunge improvviso, facendo salire il valore di portata anche di dieci volte (raggiungendo valori intorno ai 10 000 - 15 000 m³/s) e provocando un aumento del livello delle acque anche di 10 metri oltre il normale. Nei periodi in cui non è bloccato dal gelo, il fiume è navigabile per 1 371 km a monte della foce.
Questo comportamento, molto simile a quello di quasi tutti i fiumi siberiani, provoca estesissime inondazioni delle zone più depresse, che di fatto diventano, in estate, delle sterminate paludi.

## Bacino idrografico

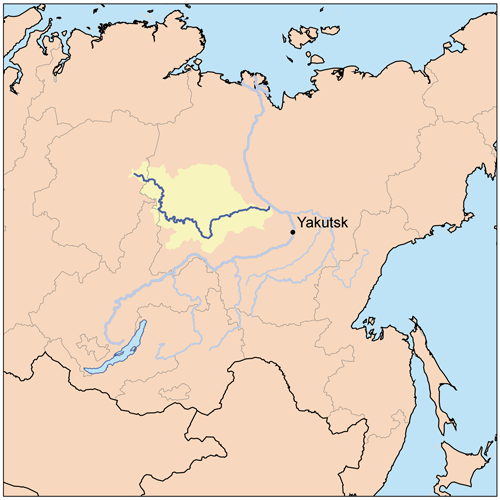
Il bacino del fiume.

La presenza umana lungo le sue sponde è molto rarefatta, dal momento che si contano pochissimi centri urbani; fra i maggiori, la già citata Černyševskij, Njurba, Verchneviljujsk, Viljujsk, mentre la cittadina di Mirnyj sorge in una zona modestamente rilevata a qualche chilometro dalle sue sponde del suo medio corso.
Il bacino del fiume è ricco di risorse minerarie, in particolare diamanti; un'altra considerevole ricchezza è la foresta di conifere, che, sebbene piuttosto rada a causa del permafrost, ricopre uniformemente l'intero bacino ad eccezione delle zone più elevate.
La maggiore vicinanza dello spartiacque sulla destra idrografica fa sì che i maggiori affluenti provengano dalla sua sinistra, alcuni con lunghezze superiori ai 1 000 chilometri, mentre gli affluenti di destra siano generalmente piuttosto brevi e con bacini idrografici poco estesi. Ci sono 67 266 laghi nel bacino del fiume, il maggiore dei quali è il lago Nedželi. Fra i moltissimi tributari, quelli più rilevanti sono:
| Fiume              | Lunghezza | Provenienza idrografica | Distanza dalla foce |
| ------------------ | --------- | ----------------------- | ------------------- |
| Verchnij Viljujčan | 271 km    | sinistra                | 2 406 km            |
| Srednij Viljujkan  | 187 km    | sinistra                | 2 276 km            |
| Nižnij Viljujkan   | 183 km    | sinistra                | 2 214 km            |
| Vavukan            | 186 km    | destra                  | 2 150 km            |
| Mogdy              | 215 km    | sinistra                | 2 126 km            |
| Ulachan-Vava       | 374 km    | destra                  | 2 044 km            |
| Lacharčana         | 202 km    | sinistra                | 1 831 km            |
| Čirkuo             | 198 km    | destra                  | 1 712 km            |
| Čona               | 158 km    | destra                  | 1 510 km            |
| Achtaranda         | 75 km     | sinistra                | 1 336 km            |
| Ulachan-Botuobuja  | 459 km    | destra                  | 1 294 km            |
| Oččuguj-Botuobuja  | 342 km    | destra                  | 1 174 km            |
| Viljujčan          | 186 km    | destra                  | 933 km              |
| Ilin-Dželi         | 253 km    | destra                  | 753 km              |
| Kempendjaj         | 266 km    | destra                  | 737 km              |
| Ygyatta            | 601 km    | sinistra                | 633 km              |
| Botomoju           | 299 km    | destra                  | 631 km              |
| Marcha             | 1 181 km  | sinistra                | 518 km              |
| Tjukjan            | 747 km    | sinistra                | 468 km              |
| Tonguo             | 317 km    | destra                  | 463 km              |
| Čybyda             | 451 km    | destra                  | 365 km              |
| Tjung              | 1 092 km  | sinistra                | 332 km              |
| Tangnary           | 352 km    | destra                  | 184 km              |
| Bappagaj           | 307 km    | destra                  | 170 km              |